# 洗足軒
洗足軒（せんぞくけん）は、かつて東京都大田区南千束の洗足池近くにあった、勝海舟の別邸である。本項では隣接する清明文庫（現：鳳凰閣）と勝海舟記念館についても言及する。

## 洗足軒

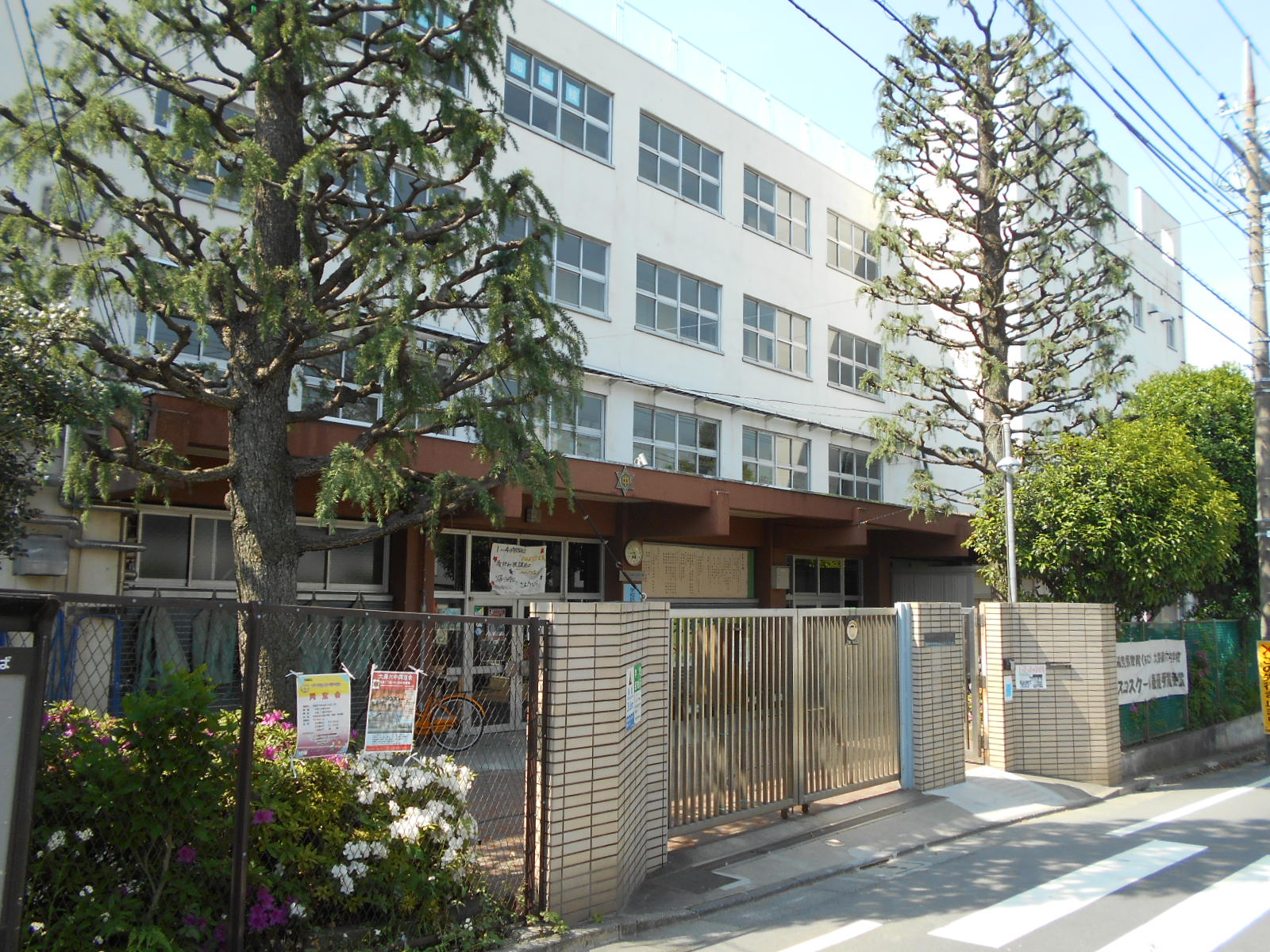
洗足軒跡に建つ大田区立大森第六中学校

幕末、鳥羽・伏見の戦いで敗れた江戸幕府側は官軍の西郷隆盛と交渉するために、勝海舟を代表にして勝を官軍が本部を置いていた池上本門寺（大田区）へ出向かせた。結果として、江戸城は無血で官軍に引き渡されることになり（江戸開城）、江戸の街は上野戦争を除いて戦火を免れた。
その交渉の際、勝海舟は本門寺へ行く途中、通りかかった洗足池の景色にひかれた。そののち、農学者津田仙の仲介で当地に土地を求め、1891年（明治24年）に別邸を建てた。これが洗足軒である。茅葺風の民家であったが、太平洋戦争後に焼失してしまい、現在跡地は大田区立大森第六中学校になっている。
1899年（明治32年）に勝海舟は死去した。生前より、勝海舟は当地に葬られることを希望し、現在では洗足池湖畔に墓がある（大田区指定史跡）。

## 鳳凰閣（旧・清明文庫）

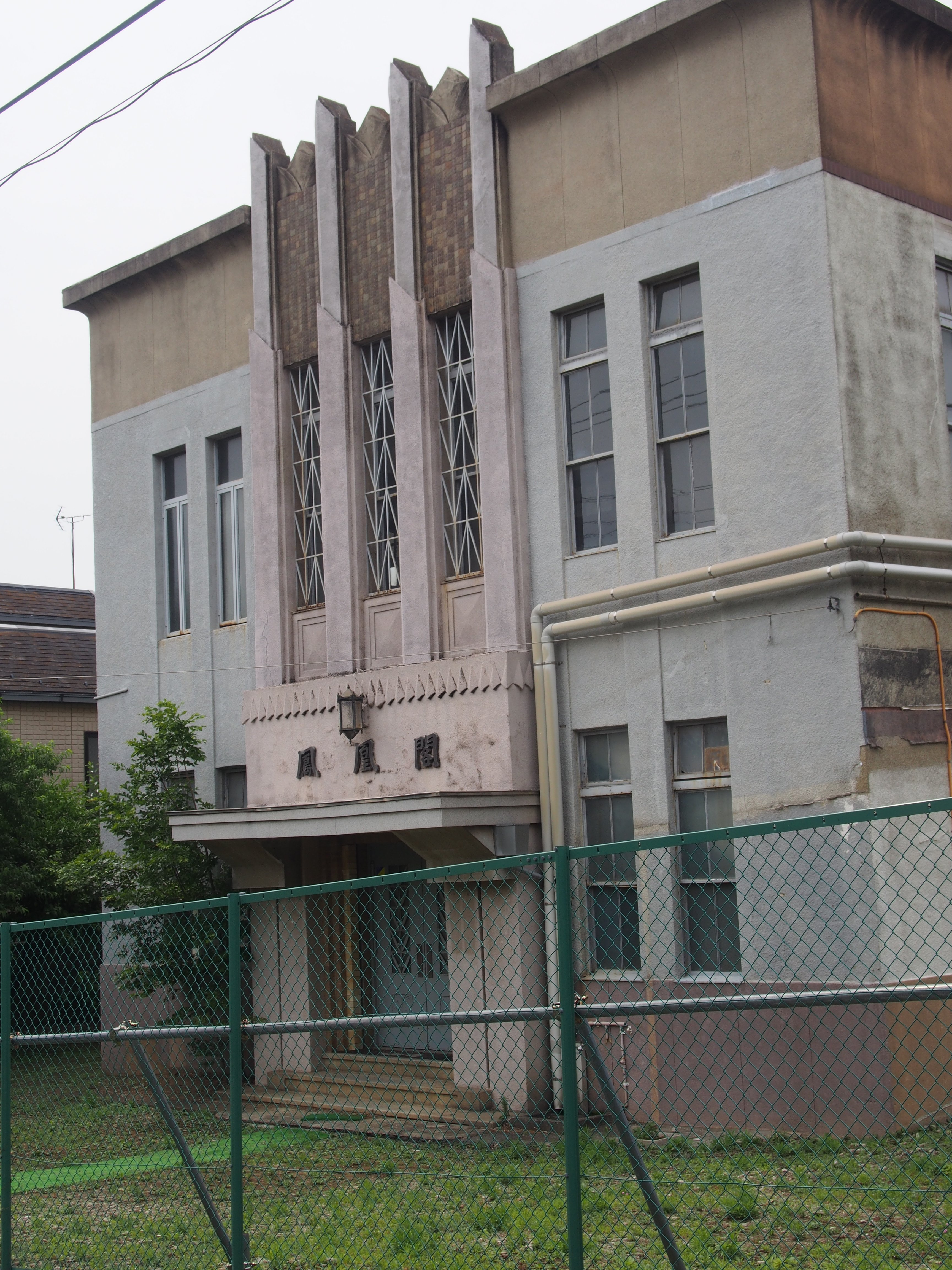
旧
鳳凰閣

清明文庫の創設は、東洋思想や仏教思想を普及させる団体として知られていた財団法人清明会（1920年設立）が、勝海舟の没後使われなくなっていた洗足軒を、1923年（大正12年）10月に清明会の講堂として譲り受けたことに始まる。
翌1924年（大正13年）には清明会が勝家から別邸の隣の土地の寄贈を受け、「勝海舟の遺蹟保存及び国民精神涵養のための図書を蒐集し、公衆の閲覧に供えて社会に貢献する」目的として、清明文庫が設立されるに至った。そして1928年（昭和3年）には、講堂兼図書館である建物が完成する。1933年（昭和8年）から活動を始めたが、清明会は設立者の体調不良などで、わずか2年後の1935年（昭和10年）に活動を終えている。戦後の1954年（昭和29年）、建物は学習研究社の所有になり、「鳳凰閣」という名前になった。2012年（平成24年）には大田区の所有となり、勝海舟の業績を顕彰する記念館整備事業が行われ、2019年（令和元年）9月7日にオープンした（下記「勝海舟記念館」の節を参照）。

### 建物の特徴
この建物は、建築面積は548m2、鉄筋コンクリートの2階建てで、20世紀前半に多く見られたネオゴシック様式を基調とした造りになっている。また、モダニズムの影響が見られる外観、建物の細部にはアール・デコ調の文様なども施され、当時としては先端の造りであり、昭和初期に見られた洋風建築物の特徴を今によく残している。当建物は貴重な建物として、2000年（平成12年）に国の登録有形文化財に登録された。

## 勝海舟記念館
大田区の郷土博物館条例に基づき、総事業費11億円、展示資料購入費2870万円をかけ、鳳凰閣（旧・清明文庫）の東側面に併設する形で増築。べた基礎鉄骨構造3階建て（建築面積：405㎡、鳳凰閣を含む敷地面積：1014㎡）、外壁ステンレスパネル（一部ガラス張り）、屋上緑化。一般開放されることもあり、これまで非公開だった鳳凰閣も耐震補強、防火対策、空調整備、バリアフリー化および外観美化を実施するとともに、正面玄関上に掲げられていた「鳳凰閣」の銘板は撤去され、登記簿上で鳳凰閣という建物は抹消された（登録有形文化財の名称としては「旧鳳凰閣」）。
オープニングセレモニーには、勝の玄孫（勝の三男（庶子）であった梶梅太郎とクララ・ホイットニーの末裔）で、アメリカ合衆国ペンシルベニア州のジュニアータ大学に歴史学の准教授として勤めるダグラス・スティフィラー（Douglas Stiffler）も参加した。
収蔵品は勝直筆の手紙や日記、複数使い分けた印章、袴や大礼服など45点。特に史料関係では、幕府に軍艦建造などを説いた『海防意見書』の草稿、無血開城を巡って福沢諭吉と論争になった『瘠我慢の説』についての往復書簡、咸臨丸の航海日記などを所有する。
入館するとまず映像で勝の名言などを映像で紹介する「海舟ブレイン」コーナーが出迎える。次いで咸臨丸の航海を三面の大型モニターで紹介する「時の部屋」、2階へ進むと別荘であった洗足軒のジオラマで晩年の暮らしぶりを紹介する。
なお、建設工事中は工事用仮囲いを活用し、公開予定資料の予告紹介や茂本ヒデキチによる「勝海舟の墨絵アート」をパネル展示した。
◎開館時間／10：00～18：00（入館は17：30まで）、定休日／毎週月曜日(祝日の場合は翌日)・年末年始・ほかに臨時休館日有、入場料／一般300円・小中学生100円。駐輪場のみ完備。館内撮影不可。